# Семенюк Микола Миколайович
Микола Миколайович Семенюк (нар. 30 липня 1928, селище Великий Бичків, тепер Рахівського району Закарпатської області — 7 березня 1986, місто Ужгород) — український радянський діяч, секретар Закарпатського обласного комітету КПУ, 1-й секретар Берегівського районного комітету КПУ Закарпатської області. Кандидат економічних наук.

## Біографія
Народився в родині робітника. Трудову діяльність розпочав у 1944 році робітником лісопункту Кобилецько-Полянського державного лісового управління. У 1945 році обираався секретарем Великобичківського сільського Народного комітету Закарпаття.
Потім працював плановиком-економістом, начальником відділу Великобичківського лісохімзаводу Закарпатської області.
З 1947 року — на комсомольській роботі: 1-й секретар Рахівського окружного комітету ЛКСМУ; 1-й секретар Виноградівського окружного комітету ЛКСМУ; інструктор та завідувач відділу Закарпатського обласного комітету ЛКСМУ; 1-й секретар Ужгородського міського комітету ЛКСМУ Закарпатської області.
Член ВКП(б) з 1949 року.
Закінчив Вищу партійну школу при ЦК КПРС.
З 1955 року перебував на партійній роботі: інструктор Закарпатського обласного комітету КПУ; завідувач організаційного відділу Ужгородського міського комітету КПУ; 2-й секретар Берегівського районного комітету КПУ Закарпатської області.
З січня 1965 року — 1-й секретар Берегівського районного комітету КПУ Закарпатської області.
До вересня 1975 року — завідувач відділу організаційно-партійної роботи Закарпатського обласного комітету КПУ.
20 вересня 1975 — 7 березня 1986 року — секретар Закарпатського обласного комітету КПУ з питань ідеології.
Раптово помер 7 березня 1986 року. Похований в місті Ужгороді.

## Нагороди та відзнаки
- орден Жовтневої Революції
- орден Трудового Червоного Прапора
- два ордени «Знак Пошани»
- медалі